# Edge of Seventeen
Edge of Seventeen is een Amerikaanse cultfilm uit 1998. De film werd geregisseerd door David Moreton. De film gaat over een aantal jonge homoseksuele jongens, het verhaal lag hierdoor gevoelig in verschillende landen. De film werd in 1998 nog niet in de Nederlandse bioscopen toegelaten. Zes jaar na productie werd de film alsnog in de Nederlandse bioscopen uitgebracht.

## Verhaal
Midden in de jaren tachtig ontdekt een tiener dat hij homoseksueel is. Hij is bang dat zijn omgeving, familie, vrienden en ouders dit niet zullen accepteren.

## Hoofdrolspelers
| Acteur           | Personage     |
| ---------------- | ------------- |
| Chris Stafford   | Eric Hunter   |
| Tina Holmes      | Maggie        |
| Andersen Gabrych | Rod           |
| Lea DeLaria      | Angie         |
| Stephanie McVay  | Bonnie Hunter |

## Prijzen
Onder andere won de film tijdens het San Francisco International Lesbian & Gay Film Festival in 1998 de publieksprijs voor de beste film. De prijs werd in ontvangst genomen door David Moreton.